# جون ميريت
جون ميريت (بالإنجليزية: John Merritt)‏ هو لاعب كرة قاعدة أمريكي، ولد في 12 أكتوبر 1894 في توبيلو في الولايات المتحدة، وتوفي بنفس المكان في 3 نوفمبر 1955.

## وصلات خارجية
- جون ميريت على موقعبيزبول رفرنس.كوم (الدوري الرئيسي) (الإنجليزية)
- جون ميريت على موقعبيزبول رفرنس.كوم (الدوري الثانوي) (الإنجليزية)